# Sven Dahlberg

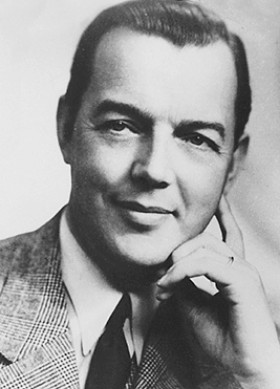
Sven Dahlberg

Sven Axel Rudolf Dahlberg, född 13 november 1903 i Maria Magdalena församling i Stockholm, död 27 augusti 1994 i Stockholm, var en svensk ingenjör och direktör. 

## Biografi
Sven Dahlberg började sin bana som murarlärling 1919–1920, timmermanslärling 1920, snickarlärling 1921–1922 och byggnadsingenjör 1923. Efter anställningar som verkmästare 1923 i Hufvudstaden och 1924–1927 i Kreuger & Toll, var han 1928–1935 arbetschef och 1935–1944 byggnadschef i nämnda företag. 1945 startade han tillsammans med civilingenjören Håkan Birke och civilingenjören Carl Pålsson Svenska industribyggen AB (SIAB). Han var VD för SIAB 1945–1963 och firmans ordförande 1963–1975. Han invaldes 1963 i Ingenjörsvetenskapsakademien.
Dahlberg hade specialiserat sig på industribyggen, bland dem Östrands Sulfitfabrik, Sandviken-Oxelösunds Järnverk och LKAB. Bland andra byggnader kan nämnas Östra Nordstaden och Ullevi i Göteborg samt Garnisonen i Stockholm. Han publicerade även ett antal skrifter som Stålkonstruktioner i höghus, 1959, Några synpunkter på den svenska byggnadsindustrins kostnadsproblem, 1963 och Integrerad projektering, 1968.
Dahlberg var medlem i Murmästareämbetet (mästare nummer 245), inträdesår: 1950, bisittare 1958–1962, andre ålderman 1963–1971, ålderman 1972–1977 och hedersledamot 1977. Han är begravd på Danderyds kyrkogård.